# Rondstaartgrondeekhoorn
De rondstaartgrondeekhoorn (Xerospermophilus tereticaudus)  is een zoogdier uit de familie van de eekhoorns (Sciuridae). De wetenschappelijke naam van de soort werd voor het eerst geldig gepubliceerd door Baird in 1858.

## Voorkomen
De soort komt voor in Mexico en de Verenigde Staten.